# 比博
比博是德国梅克伦堡-前波莫瑞州的一个市镇。总面积23.12平方公里，总人口406人，其中男性242人，女性164人（2011年12月31日），人口密度18人/平方公里。